# Nesticus luquei
Nesticus luquei là một loài nhện trong họ Nesticidae.
Loài này thuộc chi Nesticus. Nesticus luquei được miêu tả năm 1995 bởi Ribera & Guerao.